# 丁魯峰
丁魯峰，（1943年3月26日—2008年4月10日），祖籍江蘇宜興，出生於河南，中央音樂學院胡琴教授丁璫之子。胡琴演奏家、作曲家、音樂教師、樂器工藝家，前高雄市國樂團樂團首席、國立台南藝術大學中國音樂學系專任副教授。能演奏墜胡、評劇板胡、豫劇板胡、河北梆子板胡、秦腔板胡、婺劇板胡、低音板胡、徽胡、軟弓京胡、殼子弦、大廣弦，並發明雙千斤板胡。

## 生平
自幼隨父學習二胡，1955年考進北京中央音樂學院少年班，在劉明源教授指導下系統學習板胡、高胡、中胡。在中央音樂學院期間從蔣風之、藍玉崧主修二胡專業，師從李宜平學京胡，師從敖特根學馬頭琴，師從李炎成學墜琴，並曾在內蒙古藝術學校學習蒙古四胡。
中央音樂學院畢業後到中央樂團民族管弦樂隊工作，1980年參加中央民族樂團獨奏家小組到日本訪問演出。
1987年移民美國，1991年應邀到高雄市實驗國樂團客座，1992年出任高雄市實驗國樂團樂團首席，1998年轉國立台南藝術學院中國音樂學系專任教職而離開樂團。
譜曲作品有雙千斤板胡曲《美麗的塔什庫爾干》（塔吉克曲改編）、《櫻花》（日本民謠改編）、《搖籃曲》（朝鮮民謠改編）、《碗碗腔暢想曲》（與劉文金合作）、《迎親》（與劉文金合作）、《繡金匾》、《勝利中的懷念》（與劉文金合作，1977年）；馬頭琴協奏曲《憶》（與黃曉飛合作）、《草原風情》（與黃曉飛合作）等。
他擔任樂團首席期間錄製的音樂專輯有《管弦絲竹知多少》、《鼓舞·亞非拉舞曲》、《路漫漫》（並擔任《第一二胡協奏曲》的二胡）、《花木蘭》（以上關迺忠指揮）、《月兒高》（關迺忠監製，易有伍指揮）、《龜茲古韻》、《女媧》、《國語老歌金曲集》（以上閻惠昌指揮）、《鄉土頌歌五十年》（閻惠昌、郭哲誠分任指揮）、《樂韻悠揚台灣情》（閻惠昌監製，郭哲誠指揮）等。
2004年，他出版第1張胡琴獨奏個人專輯《胡琴傳奇》，閻惠昌指揮高雄市國樂團（2002年8月1日在高雄市音樂館錄製）。
1998年，黃曉飛指揮高雄市國樂團在台中市、台南市等地巡迴公演丁、黃2人共同創作的馬頭琴協奏曲《草原風情》，丁魯峰擔任馬頭琴獨奏員。
1999年，他與台灣省立交響樂團合作，在台南市等地巡迴公演他創作的雙千斤板胡獨奏曲《美麗的塔什庫爾干》和馬頭琴協奏曲《憶》（與黃曉飛共同創作），由陳樹熙指揮。
2003年，與妻子彭苙榳擔任二胡演奏員，在高雄市、屏東縣等地巡迴公演閻惠昌創作的《鵲橋仙雙二胡協奏曲》，陳澄雄指揮高雄市國樂團。
2008年4月10日因淋巴癌在高雄市去世。

## 雙千斤板胡
丁魯峰於1977年研發出「雙千斤板胡」，有2個千斤，比較容易轉調，音域拓寬，並將塔吉克曲《美麗的塔什庫爾》等改編成雙千斤板胡曲，此曲得到1980年中華人民共和國文化部全國音樂創作演出評比的演奏獎和創作獎。同年中央民族樂團訪日東京音樂會上的演奏版本被收入在日本出版的黑膠唱片和音樂光盤，他曾隨團到坦桑尼亞、津巴布韋、美國、新加坡、香港表演此曲。
關迺忠創作雙千斤板胡協奏曲《山地印象》，並指揮高雄市國樂團1991年在台中市世界首演，同年關迺忠和丁魯峰應邀隨團到美國達拉斯演奏此曲，這首作品1992年在台南市立文化中心演藝廳的音樂會實況錄音已收入音樂光盤出版。
在台南縣官田鄉的國立台南藝術大學任教期間，於學生實習樂團的《樣板戲音樂選粹》音樂會中世界首演《白毛女敘事曲》這首黃曉飛創作的雙千斤高音板胡協奏曲（2002年5月3日在台南市國立成功大學），擔任獨奏員，黃曉飛指揮，2002年5月9日，2人和學生樂團在台北市國家音樂廳表演1場，2002年5月13日在高雄市表演1場。

## 外部連結
- http://art.tnnua.edu.tw/ethnomu/Teacher/talk_t_10.htm（页面存档备份，存于）